# ハルとナツ 届かなかった手紙
『ハルとナツ 届かなかった手紙』（ハルとナツ とどかなかったてがみ）は、NHKが「放送80周年記念 橋田壽賀子ドラマ」と銘打って放送した開局記念番組のテレビドラマ。脚本を橋田が担当した。

## 概要
NHK総合テレビジョンで2005年10月2日 - 10月6日 21:00 - 22:15（JST、初回のみ21:00 - 22:30）に放送された。アメリカ合衆国でも、テレビジャパンを通じて現地時間12月26日 - 12月30日に放送された。ブラジルでは、バンデランテスを通じて、日系ブラジル人移民100周年となる2008年2月25日 - 3月7日に放送された。
平成17年度文化庁芸術祭テレビ部門ドラマの部への参加作品である。副題は "Haru e Natsu" である。
昭和初期に日本からブラジルに移民した一家と、トラホーム感染を理由に日本に置き去りにされた娘の、戦前・戦中・戦後復興期の日本・ブラジル双方での苦難の歴史を描いた。
NHK BSで2025年2月12日 - 3月12日毎週水曜20:30 - （第4・5回は20:38 -）に再放送された。

## 出演

### 主人公
高倉ハル
演 - 森光子（現代編）、斉藤奈々 → 米倉涼子（昭和編）
日系ブラジル移民として1934年（昭和9年）にブラジルへ渡航。移民として幾多の辛酸を舐める経験をしたが、現在は息子や孫、曾孫の大家族で暮らしている。ブラジル渡航の際に生き別れた妹ナツを探すため、日本の大学に進学する孫の大和（後述）とともに70年ぶりに来日する。
山辺（高倉）ナツ
演 - 野際陽子（現代編）、志田未来 → 仲間由紀恵（昭和編）
北王製菓社長。7歳の時、ブラジル移民の一人になるはずだったが、伝染病（トラホーム）に罹患しているとして強制的に家族と引き離され、ただ一人日本に残された。祖母の没後、伯母と従兄のいびりに耐えかねて伯父の家を出奔、徳治（後述）に拾われるが徳治も亡くなり、以後は徳治の残した牛を飼い酪農家として生計を立て、戦後は闇市でのチーズ販売で知り合ったジョージ原田（後述）に習ったクッキー作りを皮切りに北王製菓を創業、経営者として発展させる。
音信不通になった両親と姉に捨てられたと思っていたが、実はハルからの手紙を受け取った伯母が、手紙に入っていた現金を使い込み、その発覚を防ぐために届いていた手紙を全て隠蔽していたことを、今際の際にその手紙を託された従姉から知らされる。手紙を読み、往時のブラジルでの家族の苦労を知る。
ハルとの和解後は、2人の息子たちがつくった巨額の負債が原因で会社が買収されるのを機に社長を退任し、大邸宅も家財道具も全て処分、金目当てで自分についてくる息子たちにも見切りをつけ、70年越しの念願を叶え、ブラジルに移住する。

### 現代編
高倉大和
演 - 今井翼
ハルの孫。柔道有段者。日本の大学に通うために来日、ハルのナツ探しを手伝う。終盤で北王製菓の負債を知り、ナツをブラジルに招くハルからの手紙をナツに渡す。
高倉邦男
演 - 尾崎英二郎
ハルの次男で大和の父。かつてナツが送ったハル宛の手紙を探し出し、日本訪問中のハルに送る。
山辺照彦
演 - 西田健
ナツの長男。ナツとジョージ原田の実子。父親の違う弟の公彦と張り合ってリゾートホテル建設を行ったことで、会社の負債を大きくさせた。金に汚く、ナツのブラジル移住の際に金目当てで母について行こうとしたが切り捨てられた。
山辺公彦
演 - 中丸新将
ナツの次男。ナツと山辺康夫の実子。照彦の異父弟。バブル時代に父と共にゴルフ場建設を行い、会社に巨額の負債をもたらした。照彦同様、金に汚く、母とブラジルに行こうとするも切り捨てられる。
大田
演 - 矢島健一
ナツの秘書。
中原イネ
演 - 野村昭子
ハルとナツのいとこ。母カネ（ナツの伯母）の死後、彼女が今際の際まで隠し持っていたハルからナツ宛の手紙を渡す。川崎市中原区在住。
中原ミサ
演 - 泉ピン子
イネの娘。
中内金太
演 - 北村和夫
ナツの幼馴染。北王製菓のライバル会社・シラカバ乳業会長。現在でもナツと交流を続けており、北王製菓の180億円にも上る巨額の負債と借金を肩代わりする形で会社を吸収合併する。
川村勉
演 - 梅野泰靖
ナツの幼馴染。シラカバ乳業相談役。

### 昭和編
高倉忠次
演 - 村田雄浩
ハルとナツの父。ブラジルへは3年だけ出稼ぎのつもりで移民。2つ目の入植地で始めた綿花栽培に終生こだわった。
日本の敗戦を信じない「勝ち組」で、入植地の中山耕太郎とは対立しており、中山の息子の隆太とハルの交際を禁止、中山家を非国民呼ばわりし、中山の所有する養蚕小屋に放火するなどしたが、ハルの結婚式にトキが自分の花嫁衣装の和服を提供したことをきっかけに和解する。
何かあると酒（ピンガ）に逃げていたため、晩年は肝臓や心臓はボロボロの状態だった。1959年（昭和34年）年9月、同年4月に挙行された昭仁皇太子・正田美智子結婚の「御成婚パレード」のニュース映画を見た晩、中山家で祝い酒の後自宅で飲酒中に倒れ、63歳で亡くなり、日本の地を踏むことはなかった。
高倉シズ
演 - 姿晴香
ハルとナツの母。夫亡き後はハル夫婦とともにサンパウロ郊外の農園に移住。曾孫が誕生してほどなく、曾孫の子守をしながら眠るように亡くなる。
高倉茂
演 - 小林宏至
ハルとナツの長兄。最初の入植地でマラリアに感染し病死。
高倉実
演 - 椿直
ハルとナツの次兄。最初の農場から脱走後、家族と別れて山下家に身を寄せ、日本へ帰国するための費用をためるためにサントス港で荷役労働をしていた。その3年後、訪伯中の海野中佐（後述）に誘われて日本に帰国し、特攻隊としてレイテ島沖で敵艦に激突し戦死。
高倉洋三
演 - 吉見一豊
忠次の弟。ハルとナツの叔父。忠治一家とともにブラジルに移民するが、理想と現実の違いに悲観的になる。最初の農場から夜逃げする際に足を負傷した妻と共に農場に留まり、自分達は兄一家に騙され借金を押し付けられたと支配人らを騙す。
その後は支配人に取り入り、監督官を経て信用を得たことで農場の支配人にまで上り詰め、数年がかりで高倉一家の借金を完済し、夜逃げ未遂から10年後に忠次一家を訪れた。戦後はサンパウロに出てコーヒー輸出業を計画する。
高倉キヨ
演 - 水町レイコ
洋三の妻。ハルとナツの叔母。夜逃げ未遂の後、パトロン（農園主）の下働きとなり信用を得る。
高倉与作
演 - 田山涼成
忠次の兄。ハルとナツの伯父。弟家族をブラジルに行かせざるを得ない立場に責任を感じているなど良識的な性格で、ナツをいびる妻と度々衝突していた。
高倉カネ
演 - 根岸季衣
与作の妻。ハルとナツの伯母。元々同居していた義弟家族に対して嫌悪の情を示し、ブラジルに行く義弟らに対し「こっちもせいせいする」などと言い放つ。日本に残されたナツを息子たち（ハルとナツの従兄）と共にいびる。
ブラジルから生活費を送ってくるわけでもないとナツをいびる一方で、ハルがナツに届けた最初の手紙に入っていた現金を黙って使いこみ、その発覚を防ぐために届けられた手紙を全て隠し持っていたが、今際の際に隠していた手紙を娘に託した。
高倉ノブ
演 - 渡辺美佐子
ハルとナツの祖母。ブラジルに渡航出来なかったナツを北海道から神戸港まで引き取りに行き、その後は長男の嫁とその息子達（ナツにとっては伯母と従兄）からいびられていたナツをかばっていたものの、心臓病で急逝。
徳治
演 - 井川比佐志
牛飼いの老人。一人娘が流行性感冒のため8歳で亡くなり、娘の死を気に病んだ妻は家出して青函連絡船から身を投げて自殺、以来一人で暮らしていたが、牛の餌探しの帰りに家出したナツを助け、一緒に暮らしながらナツに酪農技術を仕込む。地元の牛飼いの間では有名人。札幌にチーズを売りに行った際に娘同様の感冒に感染、肺炎に罹り亡くなる。亡くなる前、ナツに対し、自分が死んだら牛を売りブラジルに渡航する費用の足しにするようナツに告げていた。
栗田彦次
演 - 徳井優
高倉一家が最初に入植した農場の世話役。大阪出身。元々は全く話せなかったブラジルポルトガル語を、移民後約1年でカタコト程度には使うようになり、新規日本人入植者と支配人らの間を取り持つ。
山下平造
演 - 斎藤洋介
高倉家と同じ移民船でブラジルに移民した移民仲間。日本での事業に失敗し新天地を求め移民した。日本で独学でポルトガル語を学んでいたものの、現地では全く通用しなかった。高倉一家に最初のファゼンダからの夜逃げを持ち掛け実行する。千葉出身。
山下（高倉）拓也
演 - 髙嶋政宏　桑原匠吾
平造の次男。大学で農学部に入り品種改良などを専攻、卒業後は父がサンパウロで開いた農機具工場を手伝っていたが、1952年（昭和27年）、実の戦死を知り慰霊のため高倉家を訪れたことをきっかけに高倉家を手伝うようになり、同年9月にハルと結婚、婿養子となる。1963年、サンパウロ郊外の耕作放棄地寸前の農場を買い取り菊栽培事業を拡大する。2004年に死去。
中山昭三
演 - 斎藤歩
山下家同様、高倉家と同じ移民船で移民した移民仲間。広島県出身。先にブラジル移民し、農場を拡大していた兄の耕太郎に、経理を担当する仕事を任せるためブラジルに呼ばれた。太平洋戦争開戦によりアメリカ人の農場を追われた高倉家を兄の農場に受け入れる手引きをする。終戦後は忠次同様「勝ち組」となり兄の家を出る。
中山耕太郎
演 - 柄本明
入植地日本人会会長。生活様式から言葉まで現地風に合わせ、さらにアメリカ合衆国に自らが生産した絹糸が輸出されている（=米軍が使用する落下傘の素材となる）ことを知りながら生産をやめなかったため、忠次らは中山家をアメリカに加担する非国民と呼んでいた。戦後は敗戦を認める「負け組」で忠次と対立していたが、最後には和解する。広島出身。
中山トキ
演 - 由紀さおり
耕太郎の妻。ハルと拓也の結婚式の際にハルに自身の花嫁衣装の着物を贈る。
中山隆太
演 - 岡田義徳
耕太郎の息子。ハルとは両想いだったが、父親同士の対立（厳密に言えば忠次の一方的な嫌悪）が原因で結婚することができなかった。その後ブラジル人白人女性と結婚する。
海野
演 - 石橋凌
海軍中佐。サントス港で働いていた実に声をかけ、彼を少年航空兵に誘う。戦後は漁師となり、日本とブラジルの国交回復後の1952年（昭和27年）5月に実の遺品の軍帽とハーモニカを持って高倉家を訪れ、実が戦死したことを伝える。
中内金太
演 - 小橋賢児
ナツの仲間。戦前からナツの酪農、それに続く前後のクッキー作りを手伝っていたが、ナツがジョージ（後述）と婚約、同時に妊娠していることがわかり、ナツの元を去る。
その後、ナツのライバル会社のシラカバ乳業の社員となり、1963年（昭和38年）にナツと再会した時点で同社の東京支社長にまで出世していた。
川村勉
演 - 松本実
ナツの仲間。同様に戦前からナツの酪農を手伝っていたが、金太と共にナツの元を去り、シラカバ乳業の社員となる。
金太と同じくナツと再会した1963年（昭和38年）の時点で同社の製菓部長にまで出世していた。
ジョージ原田
演 - 大森南朋
日系アメリカ人2世の米軍中尉。ナツらと闇市で出会いクッキーの製法を伝授する。その後ナツとの間に子供（照彦）を儲け、婚約までするが、帰任命令が出た際にナツに同行を求めるも拒否されてしまう。結局、ナツと子供を必ず迎えに来ると言い残し帰国したが、二度と戻らなかった。
山辺康夫
演 - 北村一輝
北王製菓の取引先の社員を経て、後にナツの夫となるも、あくまでもナツの事業が目的だった模様で、結婚後も浮気を繰り返し、バブル時代には自分との間に生まれた息子の公彦と共にゴルフ場建設を行い、会社の負債を大きくした。2005年の時点で17回忌を迎えている。
律子
演 - 原千晶
アイ子
演 - 遊井亮子
ナツの菓子工場の従業員。東京の女子大の家政科で菓子作りを学んだ。金太と勉がナツから去った後、ナツの募集に応じて就職。

## スタッフ
- 演出：佐藤峰世、田中健二
- 製作統括：阿部康彦、金澤宏次
- 原作・脚本：橋田壽賀子
- 音楽：渡辺俊幸
- テーマ音楽演奏：NHK交響楽団
- 指揮：岩城宏之
- テーマ音楽ソプラノ：増田いずみ
- 演奏：コンセール・レニエ

## サブタイトル
| 各話  | 放送日                | サブタイトル            | 関東地区 | 関西地区 |
| ----- | --------------------- | ----------------------- | -------- | -------- |
| 第1話 | 2005年10月2日（90分） | 姉妹                    | 18.1%    | %        |
| 第2話 | 2005年10月3日（75分） | 北と南の大地に別れて    | 17.4%    | 16.7%    |
| 第3話 | 2005年10月4日（75分） | 流転の青春              | 18.8%    | 18.5%    |
| 第4話 | 2005年10月5日（75分） | 日本よ 運命の愛と哀しみ | 19.1%    | 18.0%    |
| 第5話 | 2005年10月6日（75分） | ブラジルへ              | 18.5%    | 19.2%    |

## 舞台作品『ナツひとり 届かなかった手紙』
ドラマで取り上げ切れなかった部分を補う形で、ナツを主役とした舞台『ナツひとり 届かなかった手紙』（仲間由紀恵主演）が上演された。仲間は2006年の大河ドラマ『功名が辻』で主演したため、上演されたのは翌2007年11月だった。「姉・ハルの生涯が取り上げられるシーンがやや多かった」、「ナツがどんな人生を辿ったのかもっと知りたかった」等の指摘がNHKに寄せられた模様で、それを受けて企画されたのがこの舞台であった。ドラマを補う形で、日本に独り残されたナツの青壮年時代に主眼を置く。
NHKは『連続テレビ小説』や『大河ドラマ』の放送終了後の舞台化にも積極的に取り組んでおり、一部はNHK教育テレビジョン『劇場への招待』で放送するが、本作は2008年1月1日 22:00 - 25:10に放送された。
出演者
- 仲間由紀恵
- 生瀬勝久
- 福士誠治
- 沢田雅美
- 宇津井健
- 森光子（声の出演）

ほか

## 備考
DVD
ハルとナツ 届かなかった手紙 1 - 3（ビクターエンタテインメント、発売日：2006年1月27日）
盗作疑い
在サンパウロの日本人映像作家の岡村淳が「自分の作品の盗作」であるとして公開質問状を送っており、NHKからは納得できる回答がなされていないとしている。
共演者に関するエピソード
- 志田未来と根岸季衣は本作の撮影後に日本テレビ系『女王の教室』にて共演した。その際、根岸は志田のことを「大人になった」と絶賛した。
- 2012年11月に本作でハル役の森光子が死去した際、12月7日の本葬にハル役の米倉涼子およびナツ役の野際陽子と仲間由紀恵、そして大和役の今井翼が参列した。

撮影地
ブラジルでの撮影は、古い建物や資材が遺されているカンピーナスの東山農場で主に行なわれた。同農場は1927年に三菱財閥の資本で開業したコーヒー農園で、撮影に使われたセットの大部分はそのまま保存され、農場訪問者へ公開されている。